# Al-Múndhir ibn Muhàmmad
Al-Múndhir o al-Múndhir ibn Muhàmmad (àrab: المنذر بن محمد, al-Munḏir ibn Muḥammad) (844-888) fou el sisè emir omeia de Còrdova (886-888). Era el segon fill d'una esclava i de Muhàmmad I ibn Abd-ar-Rahman, a qui va succeir a la seva mort.
En vida del seu pare va exercir algunes funcions militars bàsicament honorífiques; el 856 va dirigir el setge de la rebel Toledo sense èxit. Després va dirigir algunes ràtzies (sayfa) especialment la del 865. El 877 va atacar Mèrida durant la lluita contra l'emir de Badajoz Abd-ar-Rahman ibn Marwan al-Jil·liqí. El 882 va assetjar Saragossa i es va apoderar d'algunes poblacions a la Marca Superior abans de tornar a marxar el 884 contra Ibn Marwan al que va expulsar de Badajoz.
El rebel Úmar ibn Hafsun, que s'havia sotmès al califa almenys en aparença, va tornar a agafar les armes vers el 885, i al-Múndhir fou enviat per combatre'l. El seu fill va atacar Alhama (Hama) i el pare va rebutjar les sortides dels rebels però durant la lluita va rebre la noticia de la mort de Muhàmmad I i va retornar a Còrdova on fou proclamat el 9 d'agost de 886. Els dos visirs Tammam ibn Àmir ath-Thaqafí i Abu-Marwan Abd-al-Màlik ibn Jàwhar foren confirmats en els seus càrrecs i va nomenar hàjib al general Haixim ibn Abd-al-Aziz. però les relacions amb aquest es van deteriorar i a instigació d'ibn Jàwhar l'emir el va destituir i el va fer executar, confiscant els seus béns; la família va haver de pagar a més una forta multa.
El 887 va enviar una expedició contra ibn Hafsun que no va tenir èxit i el 888 va marxar personalment per atacar el quarter general rebel a Bobastro (Bubaixtru). Va assetjar inicialment Archidona (Urdjudhuna), on va aconseguir capturar al delegat d'Úmar ibn Hafsun que va clavar viu en una creu; altres agitadors foren capturats i enviats a Còrdova per ser crucificats. Va marxar contra Bobastro i va negociar amb el cap rebel el qual va fingir sotmetre's i es va unir a les forces de l'emir i aquest va dictar una amnistia que va redactar el cadi. L'emir va enviar a Bobastro 150 mules per carregar tots els béns d'Úmar ibn Hafsun, però quan retornaven amb els béns, Úmar va fugir i es va apoderar del comboi.
Al-Múndhir anava a atacar Bobastro quan es va posar malalt i va confiar la direcció del setge al seu germà Abd-Al·lah ibn Muhàmmad ibn Abd-ar-Rahman i va morir poc després (29 de juny del 888). Sovint s'acusa a Abd-Al·lah d'haver-lo enverinat. El germà va amagar la mort durant tres dies i després va retornar amb el cadàver a Còrdova havent pactat amb Úmar ibn Hafsun una treva, i allí es va proclamar emir.